# Ostrów Mazowiecka (gemeente)
De gemeente Ostrów Mazowiecka is een landgemeente in het Poolse woiwodschap Mazovië, in powiat Ostrowski (Mazovië).
De zetel van de gemeente is in Ostrów Mazowiecka.
Op 30 juni 2004 telde de gemeente 12 735 inwoners.

## Oppervlakte gegevens
In 2002 bedroeg de totale oppervlakte van gemeente Ostrów Mazowiecka 283,71 km², waarvan:
- agrarisch gebied: 53%
- bossen: 39%

De gemeente beslaat 23,17% van de totale oppervlakte van de powiat.

## Demografie
Stand op 30 juni 2004:
| Omschrijving                   | Totaal | Totaal | Vrouwen | Vrouwen | Mannen | Mannen |
| ------------------------------ | ------ | ------ | ------- | ------- | ------ | ------ |
| eenheid                        | aantal | %      | aantal  | %       | aantal | %      |
| inwoners                       | 12 735 | 100    | 6329    | 49,7    | 6406   | 50,3   |
| bevolkingsdichtheid (inw./km²) | 44,9   | 44,9   | 22,3    | 22,3    | 22,6   | 22,6   |

In 2002 bedroeg het gemiddelde inkomen per inwoner 1256,87 zł.

## Administratieve plaatsen (sołectwo)
Antoniewo, Biel, Budy-Grudzie, Dybki, Fidury, Guty-Bujno, Jasienica, Jelenie, Jelonki, Kalinowo, Kalinowo-Parcele, Komorowo (z jednostką administracyjną Osiedle Wojskowe Komorowo), Koziki, Koziki-Majdan, Kuskowizna, Lipniki, Nagoszewka (miejscowości: Nagoszewka Druga en Nagoszewka Pierwsza), Nagoszewo, Nieskórz, Nowa Grabownica, Nowa Osuchowa, Nowe Lubiejewo, Pałapus (miejscowości: Pałapus Szlacheckii Pałapus Włościański), Podborze, Popielarnia, Pólki, Prosienica, Przyjmy (sołectwa: Przyjmy k. Jelonek en Przyjmy k. Poręby), Rogóźnia, Sielc, Smolechy, Stara Grabownica, Stara Osuchowa, Stare Lubiejewo, Stok, Sulęcin-Kolonia, Ugniewo, Wiśniewo, Zakrzewek, Zalesie.

## Aangrenzende gemeenten
Andrzejewo, Brańszczyk, Brok, Czerwin, Długosiodło, Małkinia Górna, Ostrów Mazowiecka, Stary Lubotyń, Szumowo, Wąsewo, Zaręby Kościelne